# Душан Рогић
Душан Рогић (Шимановци, 1855 – непознато) је био српски књижевник који се залагао за права и положај Срба у Хрватској.

## Биографија
Школовао се у Сремским Карловцима, студирао је Филозофски факултет у Загребу. Био је уредник часописа Српски забавник, листа који је пратио живот српске заједнице у Хрватској. 1897. отпуштен је из политичких разлога и прелази у Србију, био је наставник у гимназији у Пироту где му се губи сваки траг у току Првог светског рата.

## Дела[3]
- Песме (1879)
- Нове песме (1881)
- Приповетке 1 (1887)
- Хајдукова ћерка (1889)
- Снови и јава - роман једног младожење (1891)
- Србин и Хрватица или љубав и народност (1892)[4]
- Три листа из живота (1892)
- За царску круну - из живота једног царевића (1892)
- Воштаница или зашто краљ сиђе са престола (1892)
- Невине жртве (1892)
- У престоници роман једне институтке (1896)[5]
- Новац и љубав - слике из живота (1909)